# Красный Октябрь (Рыбушанское муниципальное образование)
Красный Октябрь — посёлок в Саратовском районе Саратовской области России. С апреля 2021 года входит в состав городского округа Саратова.

## Физико-географическая характеристика
Посёлок расположен в юго-западной части Саратовского района, вблизи к селу Поповка, на берегу реки Латрык. Расстояние до административного центра села Рыбушка — 35 км, до областного центра составляет 28 км. С областным центром Красный Октябрь связан автодорогой с твёрдым покрытием. Налажено автобусное сообщение.
Часовой пояс
Посёлок Красный Октябрь, как и вся Саратовская область, находится в часовой зоне МСК+1. Смещение применяемого времени относительно UTC составляет +4:00.
Уличная сеть
В посёлке одна улица - Высокая. 

## Население
| 2010 |
| ---- |
| 14   |

В селе проживает:
| Численность по годам | Численность (чел.) | Количество домовладений |
| -------------------- | ------------------ | ----------------------- |
| 2016 год             | 6                  | 3                       |
| 2017 год             | 6                  | 3                       |
| 2018 год             | 10                 | 3                       |
| 2019 год             | 10                 | 3                       |

## Транспорт
До посёлка Красный Октябрь можно добраться на маршруте общественного транспорта 291 со Стадиона «Волга» до Сбродовки с остановкой "Красный Октябрь", который ежедневно выполняет до трёх рейсов.